# Sons and Fascination
Sons and Fascination je čtvrté / páté studiové album skotské rockové skupiny Simple Minds, vydané v září 1981 u vydavatelství Virgin Records. Jeho producentem tentokrát již není John Leckie, ale Steve Hillage. Album bylo nahráno i vydáno ve stejnou dobu jako Sister Feelings Call a později byla obě alba prodávána dohromady jako jedno dvojalbum.

## Seznam skladeb
| Pořadí | Název                             | Délka |
| ------ | --------------------------------- | ----- |
| 1.     | In Trance as Mission              | 6:50  |
| 2.     | Sweat in Bullet                   | 4:30  |
| 3.     | 70 Cities as Love Brings the Fall | 4:48  |
| 4.     | Boys from Brazil                  | 5:30  |
| 5.     | Love Song                         | 5:03  |
| 6.     | This Earth That You Walk Upon     | 5:26  |
| 7.     | Sons & Fascination                | 5:23  |
| 8.     | Seeing out the Angel              | 6:11  |

## Obsazení
- Jim Kerr – zpěv
- Charlie Burchill – kytara
- Derek Forbes – baskytara
- Brian McGee – bicí, perkuse
- Mick MacNeil – klávesy